# Преводи на Библията на новобългарски език
Настоящата статия е посветена на преводите и изданията на Библията и на части от нея на новобългарски език (XIX-XXI в.)

## Предпоставки за превеждане на Писанията на новобългарски
В началото на XIX век българите са пръснати в северната част на Османската империя (основно в бившите римски провинциите Мизия, Тракия и Македония), а големи групи от емигранти живеят във Влашко, Бесарабия и Новорусия. За външния свят по това време, е мъгляво известно поради т.нар. гръцки проект и мегали идеята само, че българите са малък народ главно обитаващ територията между Стара планина и Дунав. Постепенно обаче с развитието на социално-историческите науки, в Западна Европа просветените люде започват да си дава сметка, че по-голяма част от православното население в Османската империя на юг от Стара планина всъщност е българско, макар в черквите им да се проповядва на гръцки език.
И макар че Дамаскините (сборници с разнообразно съдържание от XVIII и началото на XIX век) да включват в себе си и големи части от Евангелията, и да са били най-подходящата основа за изработването на библейски преводи на говорим български,, първите опити да се преведе и издаде Свещеното писание на новобългарски пряко или косвено са свързани с работата на Британското и чуждестранно библейско дружество (БЧБД), основано през 1804 г. с цел разпространение на Божието Слово без да е съпътствано от бележки или коментари, както и на Руското библейско дружество (РБД), основано 1813 г. единствено за издаване на Стария и Новия Завет на чуждите езици. Като основна причина първите издания да са направени от хора извън пределите, населявани главно от българи, е фактът, че в Румъния и Русия има православни патриарси, загрижени за българите в техните територии.

## Първи опити и издания
Около подготовката на превода на новогръцки език, английският мисионер Пинкертон, подпомагащ създаването и дейността на РБД, обикаля няколко пъти Европейска Турция. В едно от тези пътувания през 1816 г. той научава за пръв път за българите. И понеже голям брой българи населяват Бесарабия, Руското дружество на базата на проучване от Митрополит Гавриил – кишиневски и хотински екзарх, вицепрезидент на бесарабския отдел на РБД, се обръща към Пинкертон да проучи дали има превод на Библията или Новия Завет на говоримия език на българите в Османската империя. След като установява, че такъв превод не съществува, излага проблема на вселенския патриарх Григорий, който по-късно загива в Константинопол в началото на гръцкото въстание. Патриархът дава писмо до българския архиепископ, който е в Търново, в което моли да избере един или двама души, способни за това дело, и сам назначава архимандрит на име Теодоси от Бистрицкия манастир, близо до Букурещ, като най-способен за това. 

### Теодоси Бистрицки
Получавайки заръката на патриарха, Теодосий се заема веднага да превежда от църковнославянски. В края на следващата година (1820) преводът е готов. През 1821 г., заедно с други преводи, е приет за печат и този на новобългарски. Преводът бил изпратен в Кишинев (Бесарабия), където се установява, че е понятен за българите и „при сравнението му с оригиналния текст е съгласен във всичко“. 
До РБД достигат писма от българи в Румъния, които благодарят на РБД за християнската загриженост и заявяват, че архимандрит Теодоси не би могъл да се справи със задачата добре, понеже не бил по рождение българин и няма как да знае достатъчно българския език или дори църковнославянския или руския език. Те твърдят, че преводът направил с помощта на българин, който познавал само говора на своето село.
Препис на тези писма били пратени на архимандрит Теодосий, който бил помолен за мнение. В отговор той изтъква, че става въпрос за интриги, и посочва неграмотността на самото писмо като довод за некомпетентността на критикуващите. В крайна сметка РБД плаща на Теодисий за труда му и решава да го издаде през 1823 г.Така в Петербург от печат излизат 2000 копия само от Евангелието от Матей. Още преди да се започне разпространението му, изданието е почти унищожено. Според едни причината била в неудачния превод, а според други – голямо наводнение, заляло складовото помещение на РБД. За дълги години се е смятало, че няма оцеляло копие, но днес се знае, че съществуват поне четири, пазени в Националаната библиотека на Шотландия (Единбург) , в Университетската библиотека (Кембридж)  и две – в Библиотеката на Руската академия на науките (Санкт Петербург).

### Петър Сапунов
В отговор на делото на Теодосий, двама от българите в Румъния – свещеникът Серафим от Ески Загра (Стара Загора) и Петър Сапунов от Трявна – правят превод на новобългарски от гръцки. Още преди да излезе тиражът, през 1827 г. патриарх Агатангел в Цариград изразява подозрението си към превод, направен от обикновени хора и то на простонароден език. В отговор митрополит Григорий изпраща препис от превода и писмо, в което защитава качеството на превода и преводачите.
На следващата година Патриархът връща преписа с някои забележки, направени от неизвестен за нас човек, познаващ гръцки, български и църковнославянски. Освен това Патриархът предупреждава отново Григорий да внимава, но вече по-меко. В резултат на това митрополитът дава благословията си и през 1828 г. със средства, събрани от Сапунов и други българи в емиграция (Кларк 2007: 98), излиза: „Новий завет. Сиреч четирите евангелии на четиртях евангелиста, преведени от елинския на болгарския език, които ся употреблява сега в Болгарията....“.
От въведението на това издание разбираме, че Сапунов планира да издаде останалата част, след като се продаде част от тиража. Но избухналата през 1829 г. война между Русия и Османската империя попречва за това.
Няколко години по-късно след посещение в Румъния, представителят на БЧБД в Османската империя Вениамин Баркер при пътуване до Търново през 1834 г. взема със себе си копие от превода на Сапунов, за да потърси мнението и на българите в същинска България. Допитвайки се до всички, които среща по пътя, той сам се уверява, че като цяло езикът е разбираем. И след като се консултира с Дружеството в Лондон, се захваща да уреди цялостното издание на новобългарски на Сапунов – в Лондон. Но когато през 1835 г. получава обещание от Търновския митрополит Иларион Критянин, че той ще уреди да се направи нов превод на новия завет, който вероятно ще се окаже по-добър, и за който Иларион ще даде благословията си, Баркер се отказва от плановете си.

## Новият Завет (Неофит Рилски)
За да подпомогне изграждането на местни училища, търновският митрополит Иларион праща Неофит Рилски до Букурещ (1834 г.) да се запознае с взаимноучителния метод на Д. Ланкастър. В резултат от това, след завръщането си Неофит се труди като педагог в Габрово и става автор на учебни материали, между които и граматика на (говоримия) български език. Безспорно това сътрудничество дава основание Иларион да препоръча Неофит за преводач на новия завет, а от друга страна опитът на Иларион като преводач за БЧБД, и неговата роля на наставник и гарант за качеството на превода, оформят принципите на превеждане на Неофит.
Уговарянето на превода става в началото на октомври 1835 г., когато представителят на БЧБД В. Баркер, по препоръка на Търновския митрополит Иларион, се среща в Габрово с Неофит. Веднага след срещата българският книжовник започва работа по превода и през 1837 г. приключва своята работа. По време на работата си Неофит редовно общува с Иларион и те обсъждат различни въпроси на превода. От дневника на Неофит, както и от някои бележки по ръкописа му разбираме, че той завършва превода на четирите Евангелия на 26 февруари 1836 г. Деянията на апостолите приключва на 11 април 1836 г. Неофит работи, като следва църковнославянския и елинския (новогръцкия) текст на новия завет, но в крайна сметка преводът (в текстологично отношение) е по църковнославянския.
Междувременно гръцката патриаршия разбира за работата на Неофит и нарежда на митрополит Иларион да го намери и да му забрани да превежда новия завет на български език. Иларион застава зад работата на българския свещеник. По-късно, когато се отпечатва новия завет на Неофит, цариградската патриаршия заповядва на митрополитите по епархиите да не допускат ползването му, като на места екземпляри се събират от хората и се изгарят. Много български свещеници защитават качеството и стойността на Неофитовия превод. Но понеже е отпечатан от БЧБД в печатница, в която се издава и протестантска литература, гръцкият клир обявява превода за протестантски и по презумпция грешен.
С времето Неофит загубва мотивация за работа и нарушената комуникация с Баркер довежда почти до спиране на проекта. Но след възстановяване на личната връзка с него, работата продължава и през юли 1838 г. ръкописът на втората част от превода е предаден на посочено от Баркер лице. През май 1839 г. в Смирна печатането започва, като приключва през февруари 1840 г. В следващите години преводът претърпява няколко издания в различни градове – Смирна (1850 г.), Букурещ (1853, 1857 и 1859) и Лондон (1859). Ръкописът на превода на новия завет на Неофит днес се пази в Църковно-историческия архивен институт към Българската патриаршия в София.

## Старият Завет (К. Фотинов,И. РигсиХ. Костович)

## Новият Завет (П. Р. Славейков,Н. Михайловски,А. Лонг,И. РигсиХ. Костович)
- Новий Завет, Ню Йорк, 1867 (славянски и български)
- Библия, сиреч Священото писание на вехтий и новий завет. Вярно и точно преведено от първообразното. Цариград, в книгопечатницата на А. Х. Бояджияна, 1871 Архив на оригинала от 2014-09-10 в Wayback Machine.

## Цялата Библия

## Юдейска Библия („Илюстрована Библия“), 1938 г.